# Canton d'Ivry-sur-Seine-Ouest
Le canton d'Ivry-sur-Seine-Ouest est une ancienne division administrative française située dans le département du Val-de-Marne et la région Île-de-France.
Le canton a été supprimé lors du Redécoupage cantonal de 2014 en France et son territoire intégré dans le nouveau canton d'Ivry-sur-Seine.

## Histoire
Le canton d'Ivry-sur-Seine-Ouest est créé par le décret du 20 juillet 1967 par démembrement de l'ancien canton d'Ivry-sur-Seine, lors de la mise en place du département du Val-de-Marne. Comme son nom l'indique, il recouvre la partie Ouest de la commune d'Ivry-sur-Seine.
Le canton est modifié par le décret du 20 janvier 1976, en intégrant une partie de la commune de Villejuif.
Un nouveau découpage territorial du Val-de-Marne entré en vigueur à l'occasion des premières élections départementales suivant le décret du 17 février 2014. Les conseillers départementaux sont, à compter de ces élections, élus au scrutin majoritaire binominal mixte. Les électeurs de chaque canton élisent au Conseil départemental, nouvelle appellation du Conseil général, deux membres de sexe différent, qui se présentent en binôme de candidats. Les conseillers départementaux sont élus pour 6 ans au scrutin binominal majoritaire à deux tours, l'accès au second tour nécessitant 12,5 % des inscrits au 1er tour. En outre, la totalité des conseillers départementaux est renouvelée. Ce nouveau mode de scrutin nécessite un redécoupage des cantons dont le nombre est divisé par deux avec arrondi à l'unité impaire supérieure si ce nombre n'est pas entier impair, assorti de conditions de seuils minimaux. Dans le Val-de-Marne le nombre de cantons passe ainsi de 49 à 25.
Dans ce cadre, le canton est supprimé, et son territoire intégré dans le nouveau canton d’Ivry-sur-Seine.

## Administration
| Période | Période | Identité        | Étiquette | Qualité |
| ------- | ------- | --------------- | --------- | --- |
| 1967    | 1973    | Jacques Laloë   | PCF       | Tourneur Maire d'Ivry-sur-Seine (1965 → 1998) |
| 1973    | 1998    | Roger Grévoul   | PCF       | Employé Adjoint au Maire d'Ivry-sur-Seine (1971 → ?) Conseiller régional d’Île-de-France (1977 → 1983) Ancien secrétaire parlementaire de Maurice Thorez (1960 → 1964) |
| 1998    | 2015    | Chantal Bourvic | PCF       | Professeur de physique à Ivry-sur-Seine |

## Composition

### Période 1967 - 1976
Le canton d'Ivry-sur-Seine-Ouest recouvrait l'ouest de la commune d'Ivry-sur-Seine, limité, selon la toponymie du décret de 1967, à l'est par la voie de chemin de fer, la rue Ledru-Rollin (jusqu'à la rue Danielle-Casanova), la rue Danielle-Casanova (jusqu'à la rue Francisco-Ferrer), la rue Francisco-Ferrer (côtés pair et impair), la rue Gabriel-Péri (exclue, jusqu'à la rue d'Estienne-d'Orves), la rue d'Estienne-d'Orves (exclue), l'axe de l'avenue Maurice-Thorez (jusqu'à la rue Berthelot), la rue Berthelot
(exclue), la rue Jean-Le-Galleu (exclue), la rue Marcel-Hartmann et la rue Jean-Baptiste-Renoult (exclue).  
Le surplus était inclus dans le canton d'Ivry-sur-Seine-Est.
| Communes                        | Population (2012) | Code postal | Code Insee |
| ------------------------------- | ----------------- | ----------- | ---------- |
| Ivry-sur-Seine, commune entière | 50 972            | 94 200      | 94 041     |

### Période 1976 - 2015
Le canton était constitué par « la partie de la commune d'Ivry-sur-Seine non incluse dans le canton d'Ivry-sur-Seine-Est et la partie de la commune de Villejuif délimitée par l'axe des voies ci-après : rue; Jean-Baptiste-Clément, boulevard Maxime-Gorki, avenue.de Paris, rue Henri-Barbusse, rue Pasteur ».

## Démographie
| 1962 | 1968 | 1975 | 1982 | 1990   | 1999   | 2009 |
| ---- | ---- | ---- | ---- | ------ | ------ | ---- |
| -    | -    | -    | -    | 27 940 | 26 246 | -    |